# Беловодск
Беловодск (на украински: Біловодськ) е селище от градски тип в Украйна. Намира се в Луганска област. Част е от Старобелския район, до 2020 е бил административен център на Беловодския район. Населението на селището е около 7771 души. Оттам преминава река Деркул, приток на Северский Донец. Разстоянието до Старобелск е 56 км, а до Луганск – 117 км.
По време на Руското нападение над Украйна селището е окупирано от руски войски.